# Anthus godlewskii
El bisbita estepario o bisbita de Blyth (Anthus godlewskii) es una especie de ave paseriforme de la familia Motacillidae propia del interior y sur de Asia. Su nombre científico conmemora al naturalista polaco Wiktor Witold Godlewski.

## Descripción

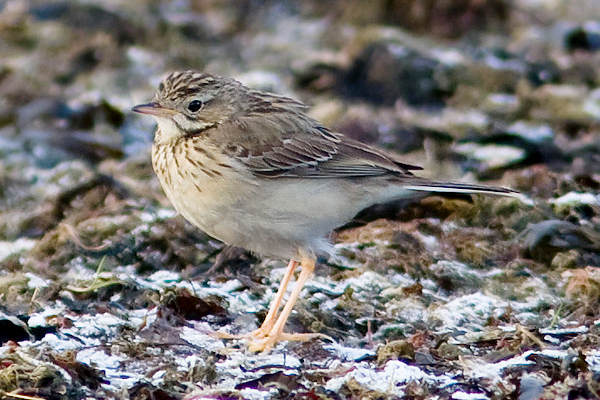
Plumaje de invierno.

Es un bisbita grande. Su dorso es marrón y su zonas inferiores son claras. Es muy similar a Anthus richardi, aunque ligeramente más pequeño, sus patas son más cortas y su pico es oscuro y más corto. Posee un vuelo fuerte y directo, y su llamada es un característico "pshee". Se alimenta de insectos.

## Distribución
Se reproduce en Mongolia y zonas adyacentes. Es un ave migratoria que se desplaza grandes distancias hasta las llanuras abiertas bajas del sur de Asia. Raramente se avista como divagante en Europa.